# Ščučyn
Ščučyn (bělorusky Шчучын, rusky Щучин – Ščučin) je město v Hrodenské oblasti v Bělorusku. 1. 1. 2024 v něm žilo přibližně 15 371 obyvatel. Je administrativním centrem Ščučynského rajónu.

## Poloha a doprava
Ščučyn leží přibližně 60 kilometrů východně od Hrodny, správního střediska oblasti, a přibližně 50 kilometrů jihozápadně od Lidy.
Nejbližší železniční stanice je sedm kilometrů vzdálená Ražanka na trati z Lidy do Vaŭkavysku.

## Dějiny
Ščučyn byl založen v roce 1537. Městem je od roku 1962. V meziválečném období patřil od roku 1921 do roku 1939 do druhé Polské republiky.